# Válka policajtů (film, 1979)
Válka policajtů (originální francouzský název La Guerre des polices) je francouzský kriminální film režiséra Robina Davise z roku 1979, v hlavních rolích s Claudem Brasseurem, Marlène Jobertovou a Claudem Richem. Claude Brasseur získal za hlavní roli ve filmu Césara.

## Děj
Komisař Fush se svým týmem protigangového oddělení přijíždí zatknout nebezpečného zločince Hectora Sarlata. Celou akci zpovzdálí sleduje Ballestrat, velitel dalšího, „konkurenčního“ policejního oddělení, který na místo zavolá četnictvo, aby prokazil Fushův plán a zabránil mu připsat si tak zásluhu na Sarlatovém zadržení. Skutečně se mu to podaří, ale při následné přestřelce umírá policista z Fushova týmu. To současně znamená začátek soupeření obou komisařů a jejich lidí. Díky jejich osobní nevraživosti a nespolupráci později umírá nebo je zraněno několik lidí. Svůj podíl na tom má i policistka Marie Garcinová z Ballestratova týmu, které se metody jejího šéfa hnusí a inklinuje (i osobně) k Fushovi, ale v rozhodující chvíli přesto selže a před ochranou života občanů upřednostní vlastní kariéru. Toto vede k nevydařené policejní akci, při které se Sarlatovi podaří pojmout jednoho policistu jako rukojmí. Fush se rozhodne osvobodit jej, což skutečně provede, sám ale při akci umírá.

## Obsazení
| Claude Brasseur        | komisař Jacques Fush        |
| Marlène Jobertová      | Marie Garcinová             |
| Claude Rich            | komisař Ballestrat          |
| François Périer        | policejní šéf               |
| Gérard Desarthe        | Hector Sarlat               |
| Georges Staquet        | Colombani                   |
| Frank-Olivier Bonnet   | René, Colombaniho kolega    |
| Jean-François Stévenin | Capati                      |
| Étienne Chicot         | Larue                       |
| David Jalil            | Djalloud                    |
| Féodor Atkine          | Mannékian, Sarlatův komplic |
| Albert Dray            | Francis, Sarlatův komplic   |
| Jean Rougerie          | Mermoz                      |
| Jean-Pierre Kalfon     | Marc                        |
| Jacques Lalande        | Pralin                      |
| Philippe Villiers      | mladý prostitut             |
| Roger Mirmont          | Lagrange                    |
| Rufus                  | Le Garrec, chovatel kuřat   |
| Catherine Rétoré       | umělkyně                    |
| Ludmila Mikael         | soudkyně François           |

## Ocenění
- César pro nejlepšího herce (1980) – Claude Brasseur